# Accident (film, 2013)
Pour l’article homonyme, voir Accident (homonymie).
Pour plus de détails, voir Fiche technique et Distribution.
Accident est un film nigérian de 2013 produit et réalisé par Teco Benson avec Kalu Ikeagwu et Chioma Chukwuka. Il a remporté le prix du meilleur film nigérian lors de la 10e édition des Africa Movie Academy Awards. Il a également obtenu 3 nominations aux 2014 Nigeria Entertainment Awards.
L'histoire tourne autour de la vie d'une avocate qui est approchée par un client qui demande le divorce en invoquant le manque de satisfaction sexuelle de son partenaire. Un événement inattendu se produit, entraînant plusieurs conséquences.

## Distribution
- Chioma Chukwuka : Chy
- Kalu Ikeagwu : Don
- Frederick Leonard : Chike
- Wale Macaulay : avocat des pros
- Cassandra Odita : la mère d'Angela
- Bukky Babalola : Ada
- Éric Anderson
- Georges Davidson
- Topé Osoba